# نائویوکی توموماتسو
نائویوکی توموماتسو (انگلیسی: Naoyuki Tomomatsu؛ زادهٔ ۱۹۶۷ (۵۷–۵۸ سال)) کارگردان فیلم، و فیلم‌نامه‌نویس اهل ژاپن است.